# 2 Brygada Przeciwdesantowa

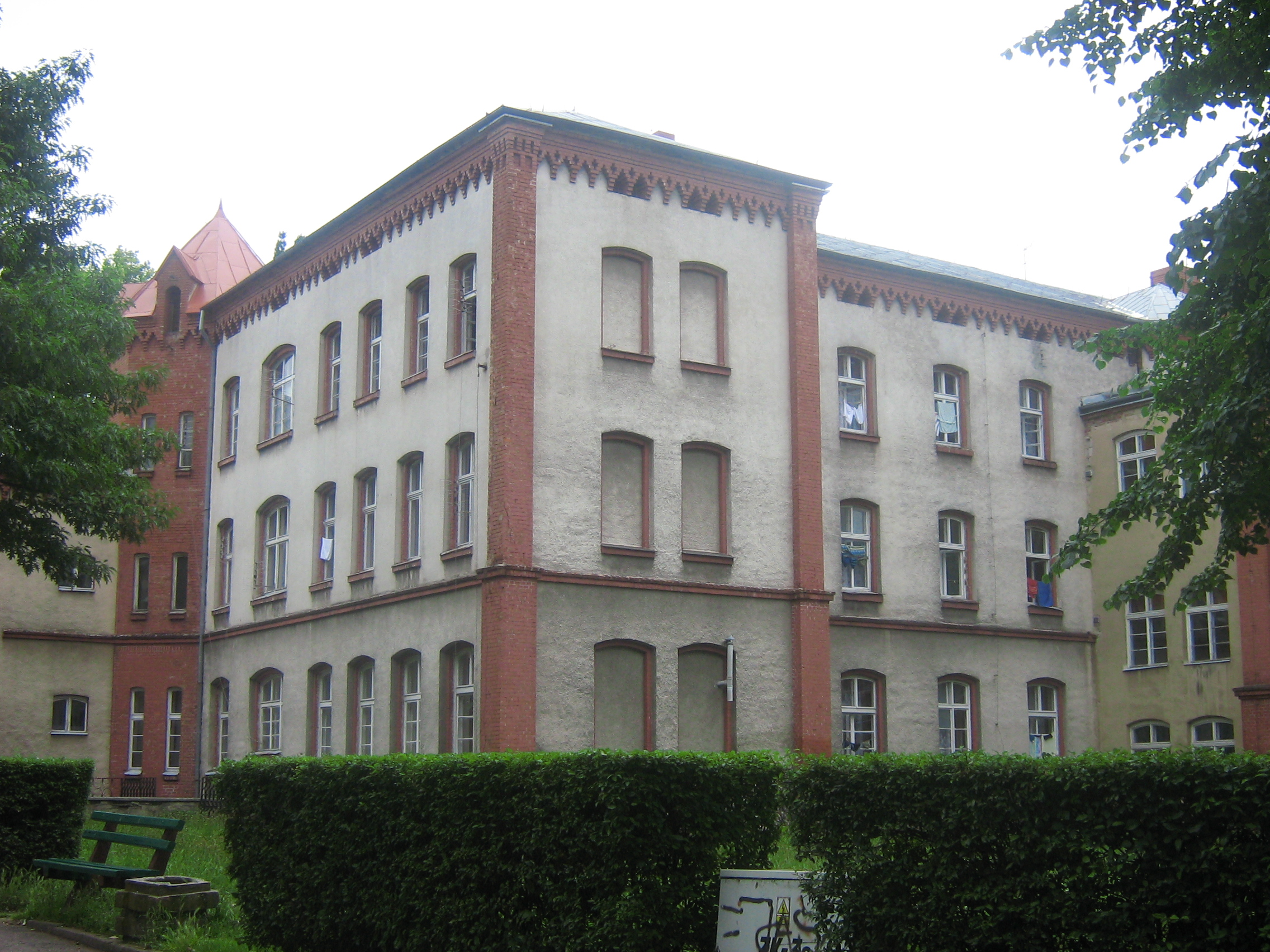
Kamień Pomorski – w tych budynkach stacjonowała brygada

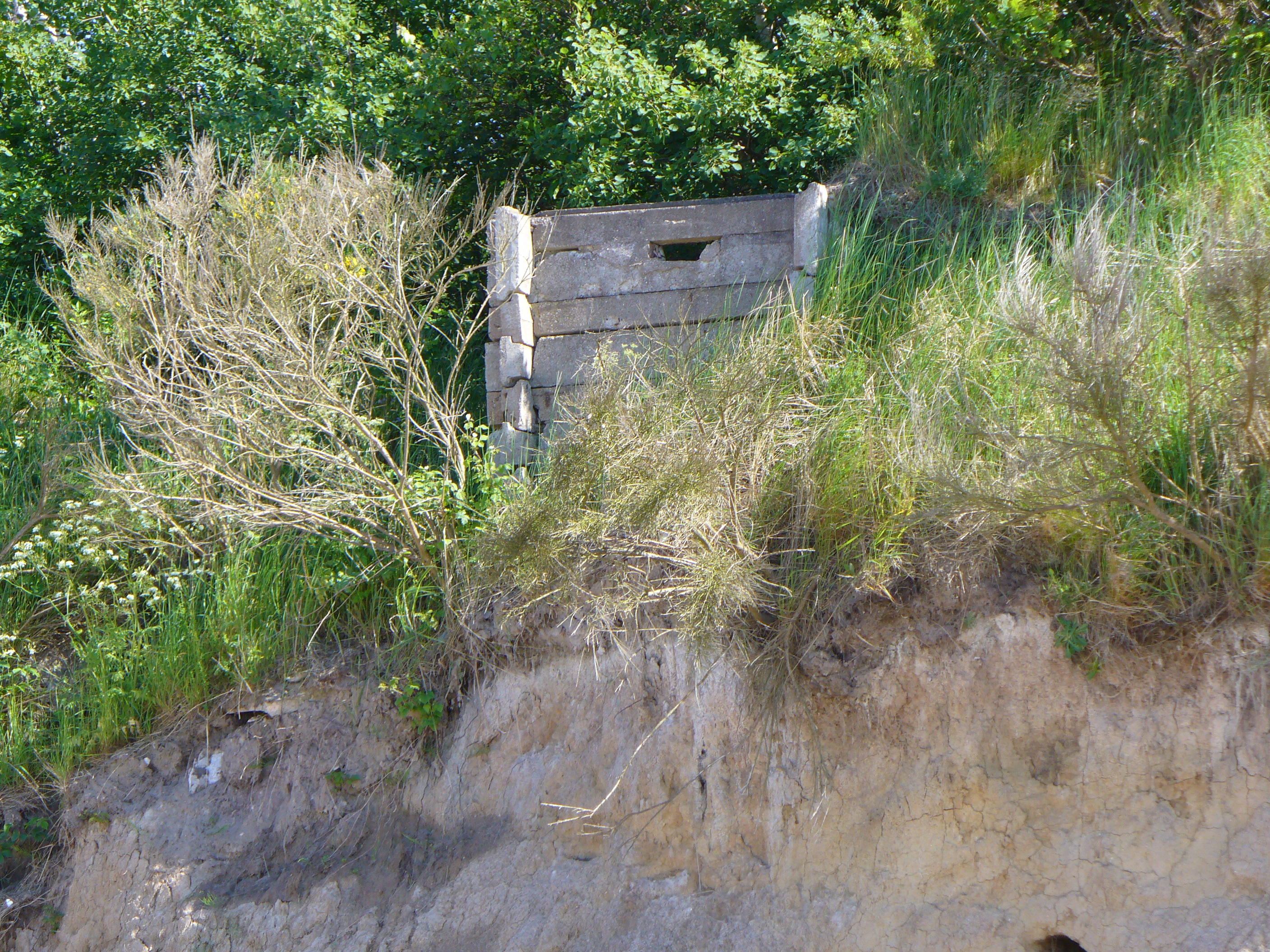
Resztki budowli obronnych okresu „zimnej wojny” w okolicach Dziwnówka

2 Brygada Przeciwdesantowa (2 BPdes) – związek taktyczny piechoty Sił Zbrojnych PRL.
Brygada została sformowana w 1951 roku. Wchodziła w skład Korpusu Przeciwdesantowego. Stacjonowała w garnizonie Kamień Pomorski. W październiku 1956 roku została rozformowana.

## Struktura organizacyjna 2 BPdes
- Dowództwo 2 Brygady Przeciwdesantowej w Kamieniu Pomorskim
- 11 batalion przeciwdesantowy w Świnoujściu
- 14 batalion przeciwdesantowy w Kamieniu Pomorskim
- 46 dywizjon artylerii w Dziwnowie
- 29 bateria moździerzy 120 mm w Dziwnowie
- 16 bateria przeciwlotnicza w Dziwnowie